# Adem Kastrati
Adem Kastrati (* 1933 in Karaçeva, Dardanë, Kosovo; † 24. September 2000 in Skopje, Nordmazedonien) war ein albanischer Maler. Er gilt als einer der bedeutendsten Vertreter der modernen albanischen Malerei nach dem Zweiten Weltkrieg und lebte sowie arbeitete über vier Jahrzehnte in Nordmazedonien. Sein Werk, das rund 2000 Gemälde umfasst, wurde in zahlreichen Städten Europas und des Nahen Ostens ausgestellt.

## Leben
Kastrati wurde 1933 im Dorf Karaçeva in eine große, patriotische und bildungsorientierte Familie geboren. Schon in seiner Kindheit zeigte er künstlerisches Talent, indem er mit Tonplatten aus seiner Heimat Figuren und Skizzen modellierte. Während seiner Schulzeit zeichnete er besondere Aufmerksamkeit auf sich, als er Gedichte, Musik, vor allem aber Zeichnungen anfertigte. Sein Lehrer Mehmet Turani lobte ihn oft vor der ganzen Klasse. Eine frühe Bleistiftzeichnung seines Großvaters erregte Bewunderung in seiner Familie.
Seine Schulzeit war jedoch nicht frei von Hindernissen: In der Lehrerbildungsanstalt von Gjakova erhielt er im Fach Zeichnen nie die höchste Note von seiner Lehrerin Lirie Tanefi, die der Meinung war, Kastrati habe Arbeiten von bekannten Malern kopiert. Trotz dieser Schwierigkeiten setzte er seinen Weg als Künstler unbeirrt fort.
Seine Malerei ist im Realismus verwurzelt und stellt direkt die menschliche Figur und die Tierwelt dar. Kastratis Werke verbinden die Darstellung der Realität mit symbolischen und metaphorischen Elementen. Sein reiches Kolorit, das sich im Laufe seiner Karriere verfeinerte, verleiht seinen Gemälden Intensität und Ausdruckskraft. Charakteristisch für seine Technik ist die Verwendung von eingravierten Linien, die der Textur zusätzliche Tiefe verleihen.
Zu seinen bekanntesten Gemälden gehören: „Die kleinen Zeichner“, „Mein Dorf im Nebel“, „Im Winter“, „Die Mühle“, „Das Dorf“, „Die Teestube“, „Die Wiege“, „Der Hirte“, „Die Bettlerin“, „Mutter mit Kind“, „Die Gastfreundschaft“, „Das Abendessen“, „Die Hochzeitsgäste“, „Das Männerzimmer“ und viele Porträts albanischer Persönlichkeiten. In seinen späten Arbeiten widmete er sich den Tragödien des Kosovo-Krieges (1998–1999) sowie Motiven aus albanischen Legenden wie „Die heilige Brücke“, „Die Schwester mit neun Brüdern“ oder „Die versteinerten Hochzeitsgäste“.
Kastrati schenkte zahlreiche Werke sowohl Freunden als auch Institutionen. So übergab er Gemälde an das Theater der Nationalitäten in Skopje, an die Redaktion der albanischen Zeitung Flaka sowie an internationale Persönlichkeiten, darunter den ehemaligen US-Präsidenten Bill Clinton, die US-Außenministerin Madeleine Albright, den britischen Außenminister Robin Cook und den US-Botschafter in Belgrad Warren Zimmermann.
Während seiner über vierzigjährigen Karriere stellte er in vielen Städten im In- und Ausland aus, darunter Skopje, Tetovo, Gostivar, Struga, Ferizaj, Prishtina, Beograd, Tirana, Gjilan, Gjakova, Berlin, Paris, Genf, München, Sarajevo, Damaskus, Amman, Ankara, Istanbul, Ljubljana, Zagreb, Dubrovnik, Subotica, Novi Sad und Palermo. Seine Werke wurden auch in zahlreichen Gruppenausstellungen gezeigt, u. a. in Ljubljana, Zagreb, Dubrovnik, Niš, Tirana, Paris und Arhus (Dänemark).
Im Jahr 2018 wurde im Daut-Paşa-Hamam in Skopje die Retrospektivausstellung von Adem Kastrati eröffnet. Die Ausstellung umfasste ein breites Spektrum seines Lebens und Schaffens. Der deutsche Außenminister Heiko Maas besuchte im selben Jahr die Galerie und die Ausstellung.
Kastrati starb am 24. September 2000 in Skopje an einer schweren Krankheit. Sein Œuvre umfasst rund 2000 Gemälde, die weltweit verbreitet sind.